# NHK 아사히카와 방송국

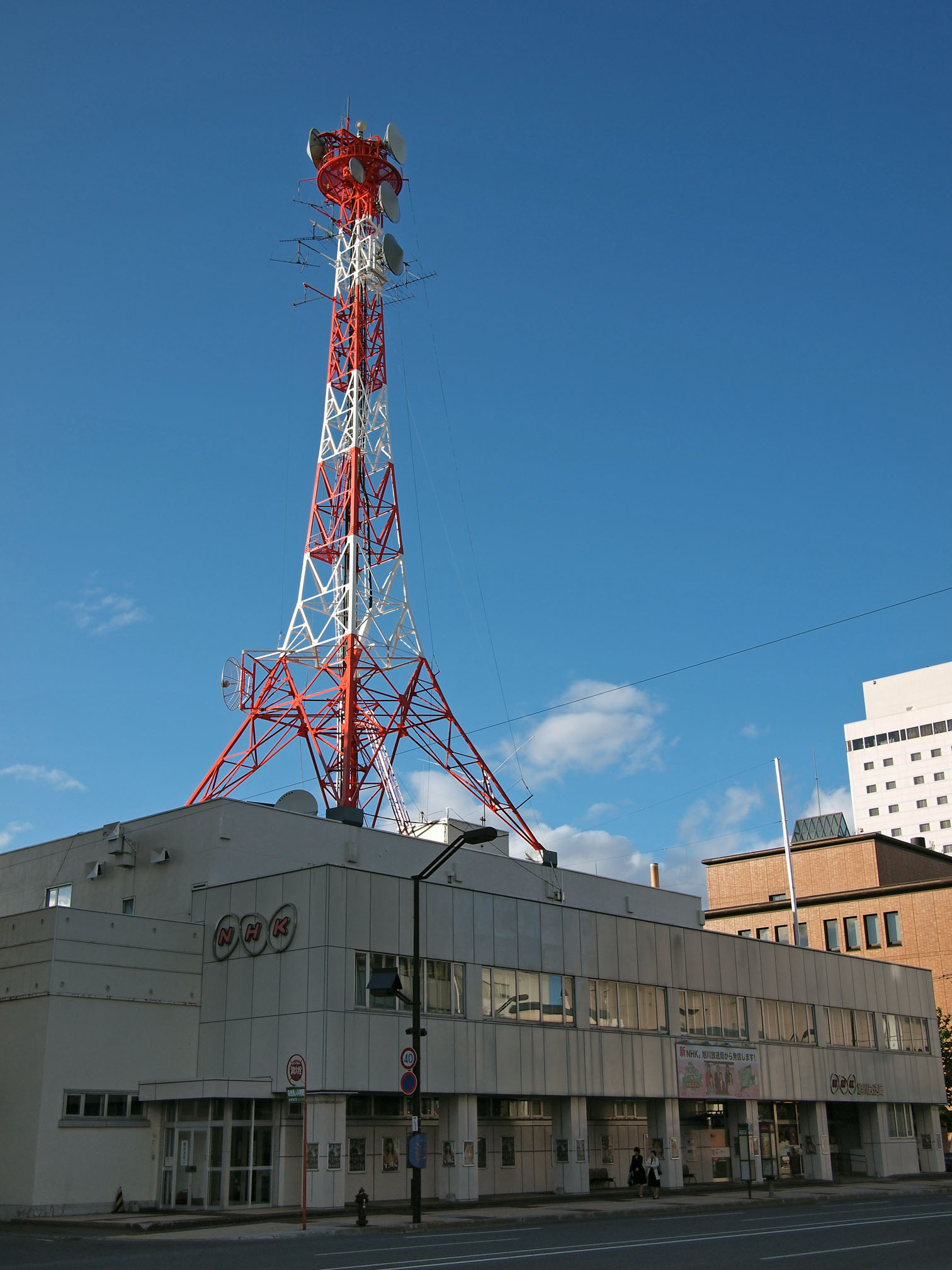
NHK 아사히카와 방송국

NHK 아사히카와 방송국(旭川 放送局)은 가미카와 지청, 루모이 지청, 소야 지청, 소라치 지청 북부를 방송구역으로 하는 NHK의 지역방송국이며 중파·FM라디오·텔레비전 방송을 담당하고 있다.

## 연혁
- 1933년 9월 4일 개국
- 1936년 6월 19일 일식 실황중계
- 1950년 4월 25일　라디오 제2방송 개시
- 1958년 12월 28일　종합 텔레비전 방송 개시
- 1960년 11월 1일　교육 텔레비전 방송 개시
- 1964년 6월 25일　FM시험 방송 개시
- 1969년 3월 1일　FM본방송 개시
- 1969년 12월 24일　지방뉴스 컬러 방송 개시
- 1986년 8월 종합 텔레비전 음성다중방송개시
- 1991년 3월 21일　교육 텔레비전 음성다중방송 개시
- 2007년 10월 1일　지상 디지털 텔레비전 방송 개시
- 2011년 7월 24일 지상파 아날로그 텔레비전 방송 종료

## 채널·주파수
- 종합 텔레비전 아사히카와본국 15ch(JOCG-DTV)
- 교육 텔레비전 아사히카와본국 13ch(JOCC-DTV)
- 라디오 제1방송 아사히카와본국 621kHz 3kw(콜사인 JOCG)
- 라디오 제2방송 아사히카와본국 1602kHz 1kw(콜사인 JOCC)
- FM방송 아사히카와본국 85.8MHz　500w(콜사인 JOCG-FM)

## 홋카이도에 있는 다른 텔레비전·라디오 방송국

### NHK
- NHK 삿포로 방송국(홋카이도 지역 거점 방송국)
- NHK 하코다테 방송국
- NHK 무로란 방송국
- NHK 기타미 방송국
- NHK 오비히로 방송국
- NHK 구시로 방송국

### 민영 방송국
- 삿포로 TV 방송(STV)(TV는 니혼 TV 계열, 라디오는 NRN 계열이며 라디오 부문은 현재 분사화하여 STV라디오로 불림)
- 홋카이도 방송(HBC)(TV는 도쿄 방송 계열, 라디오는 JRN·NRN계열)
- 홋카이도 분카 방송(uhb)(후지 TV 계열)
- 홋카이도 TV 방송(HTB)(TV 아사히 계열)
- TV 홋카이도(TVh)(TV 도쿄 계열)
- FM홋카이도(JFN 계열)
- FM노스웨이브(JAPAN FM LEAGUE 계열)